# ستيفن رايس جنكينز
ستيفن رايس جنكينز هو سياسي كندي، ولد في 12 نوفمبر 1858، وتوفي في 15 سبتمبر 1929 بسبب ذات الرئة.